# Dacia Nova
De Dacia Nova is een automodel in de compacte middenklasse dat werd geproduceerd door de Roemeense autofabrikant Dacia van 1995 tot 2000.

## Geschiedenis
De Dacia Nova is een door Dacia zelfstandig ontwikkeld model en was bedoeld om de op de Renault 12 gebaseerde Dacia Berlina (sedan) en Break (combi) te vervangen, hoewel het een compacte liftback was in plaats van een conventionele sedan of combi. De werkzaamheden aan het model begonnen in 1983, waardoor het model al verouderd aandeed toen het eerste exemplaar de fabriek verliet in 1995. Het jaar daarop werd een moderner ogende gefacelifte versie voorgesteld.
De eerste generatie Nova deed sterk denken aan de Renault 11 en de Peugeot 309, in het bijzonder de zij- en achterkant, hoewel het een geheel eigen ontwerp was en er geen onderdelen van die modellen gebruikt werden. De liftback-carrosserie had vijf deuren en bood vijf zitplaatsen.
Wel van Renault-origine was de Cléon-motor met onderliggende nokkenas zoals die ook werd gebruikt in de andere Dacia's, hoewel in de Nova dwars voorin geplaatst. De GT-versie had een dubbele Carfil-carburateur, afkomstig van de Oltcit, die veel vermogen leverde ten koste van een tamelijk hoog brandstofverbruik. Bepaalde uitvoeringen waren uitgerust met Bosch MonoMotronic brandstofinjectie (tot 1998 GT, daarna GTi).
De Dacia Nova werd gewaardeerd om zijn goede wegligging, lage gewicht en krachtige motor maar hoewel in alle opzichten moderner dan de klassieke Dacia-modellen was de kwaliteit over het algemeen slecht. Ook bood hij minder bagageruimte en was duurder in aanschaf. Dat alles zorgde ervoor dat de Nova nooit een succes werd binnen de Dacia-familie en er tegenwoordig weinig exemplaren zijn overgebleven. De Nova werd in 2000 vervangen door de SupeRNova.

## Afbeeldingen

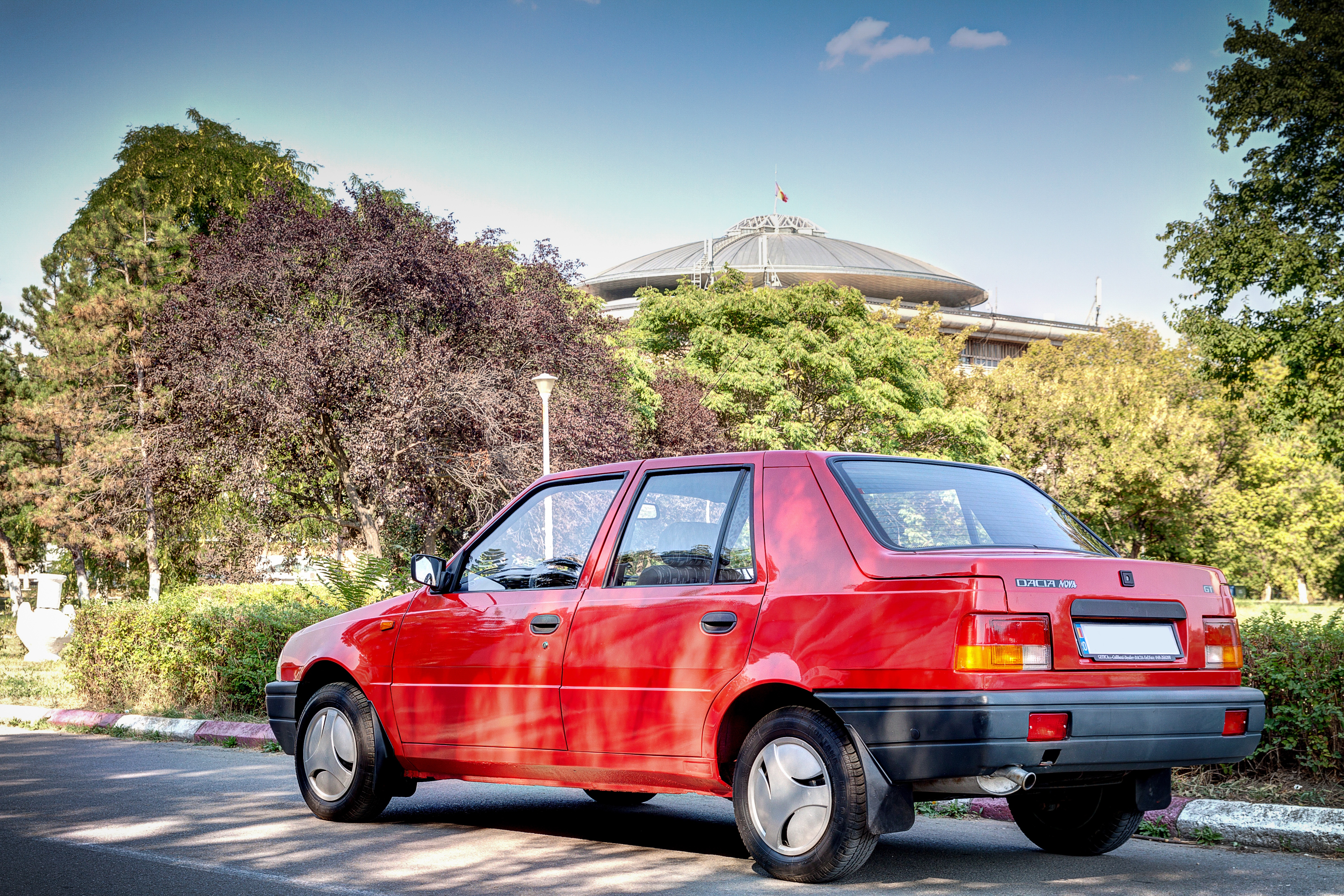
Achterzijde
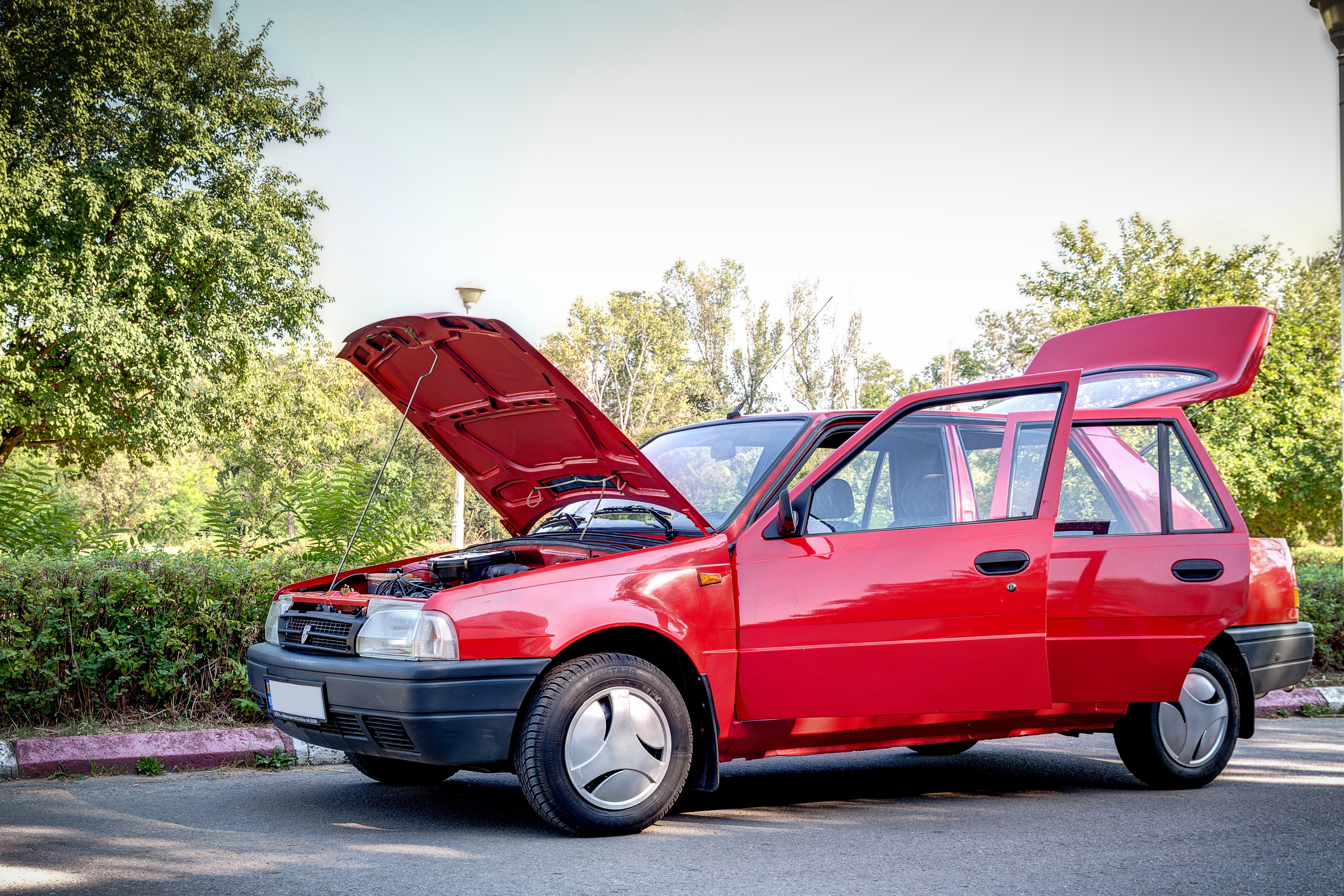
Voorzijde
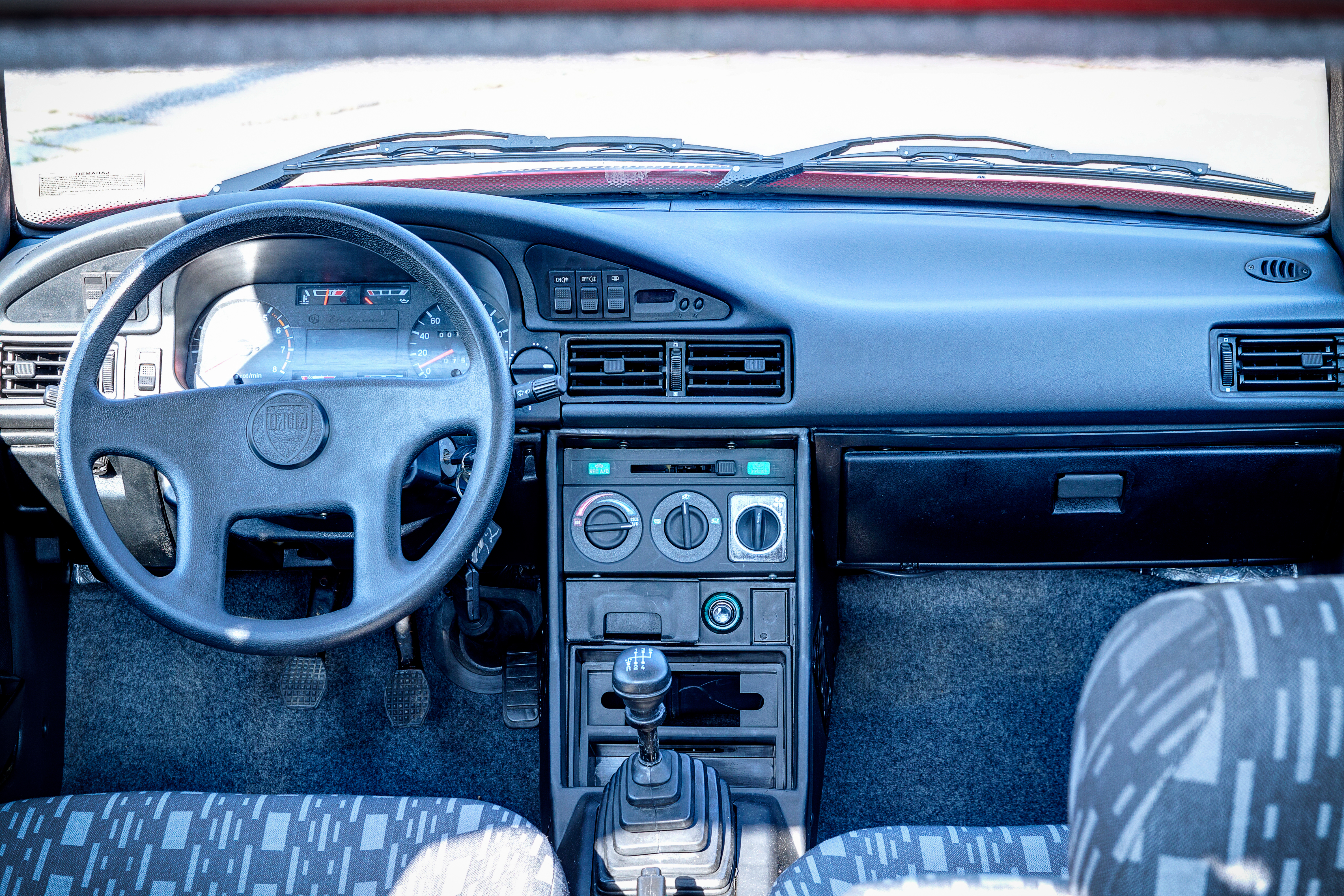
Interieur

In productie:
Duster ·
Jogger ·
Logan ·
Sandero ·
Spring

Niet meer geproduceerd:
500 ·
1100 ·
1210 ·
1300 ·
1302 ·
1304 ·
1305 ·
1307 ·
1309 ·
1310 ·
1320 ·
1325 ·
1410 ·
1410 Sport ·
2000 ·
Dokker ·
Lodgy ·
Nova ·
Solenza ·
SupeRNova